# Ludvíkov
Ludvíkov (en allemand : Ludwigsthal ; en polonais : Ludwików) est une commune du district de Bruntál, dans la région de Moravie-Silésie, en République tchèque. Sa population s'élevait à 282 habitants en 2021.

## Géographie
Ludvíkov se trouve dans la vallée de la Bílá Opava, à 4 km au sud-ouest de Vrbno pod Pradědem, à 16 km au nord-ouest de Bruntál, à 74 km au nord-ouest d'Ostrava et à 208 km à l’est de Prague.
La commune est limitée par Vrbno pod Pradědem au nord-ouest et au nord, par Andělská Hora à l'est, par Světlá Hora et Karlova Studánka au sud, et par Malá Morávka au sud-ouest.

## Histoire
La première mention écrite de la localité date de 1393.

## Galerie
Rochers de Ludvík
Cette formation rocheuse en grès est située sur les pentes de la montagne Pytlácké kameny (1 027 m), au-dessus de la rive gauche de la rivière Bílá Opava.

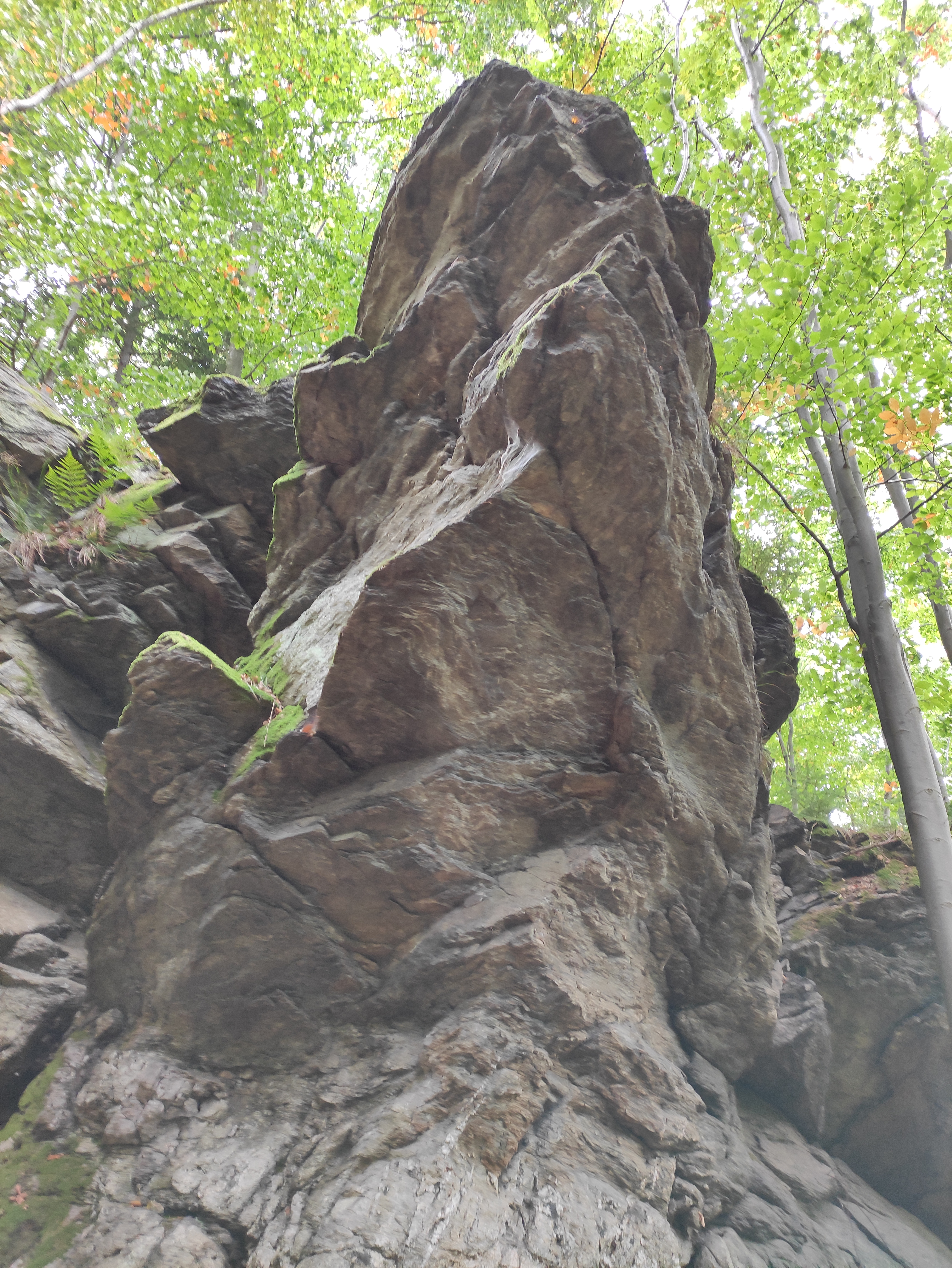
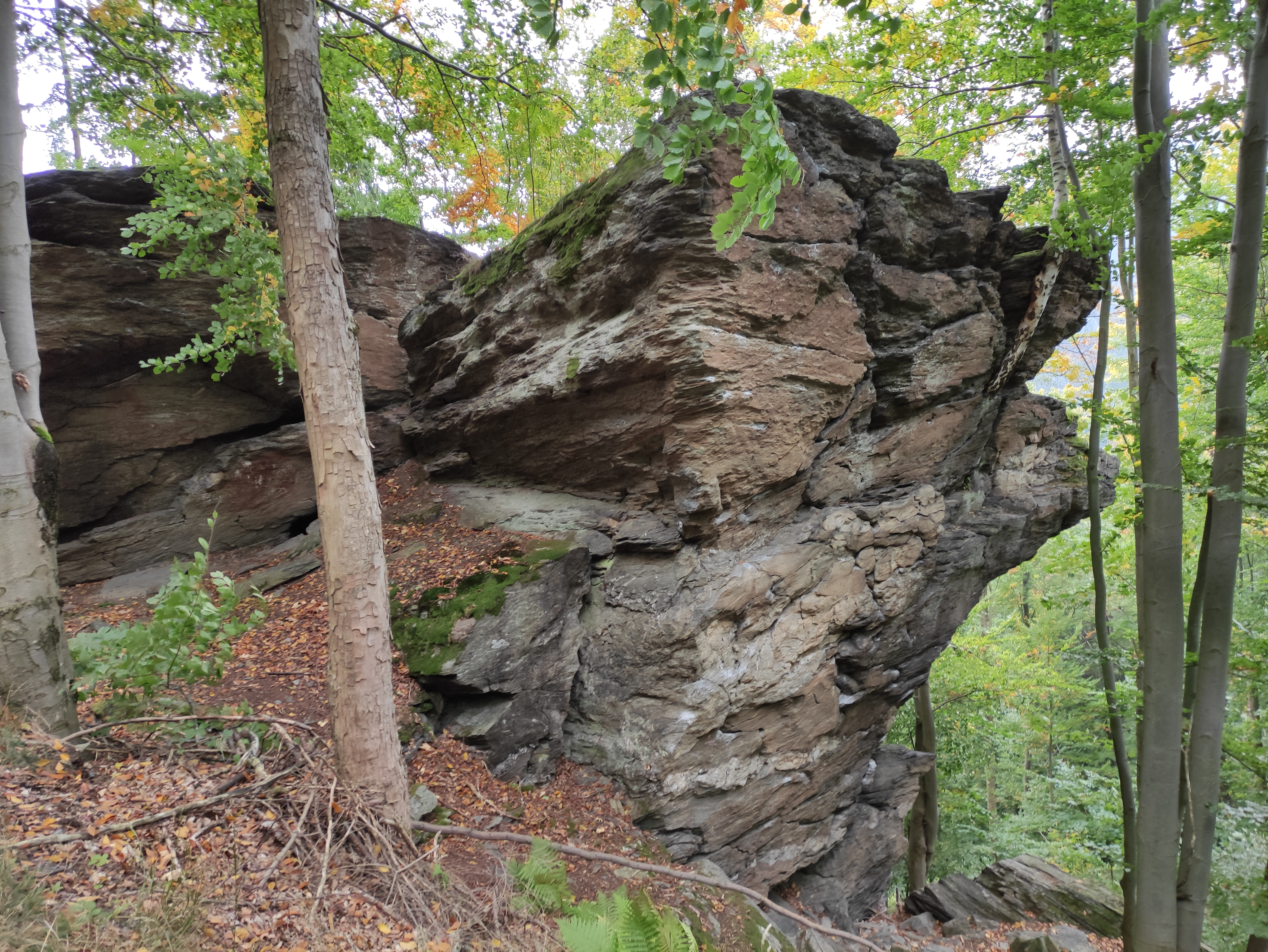
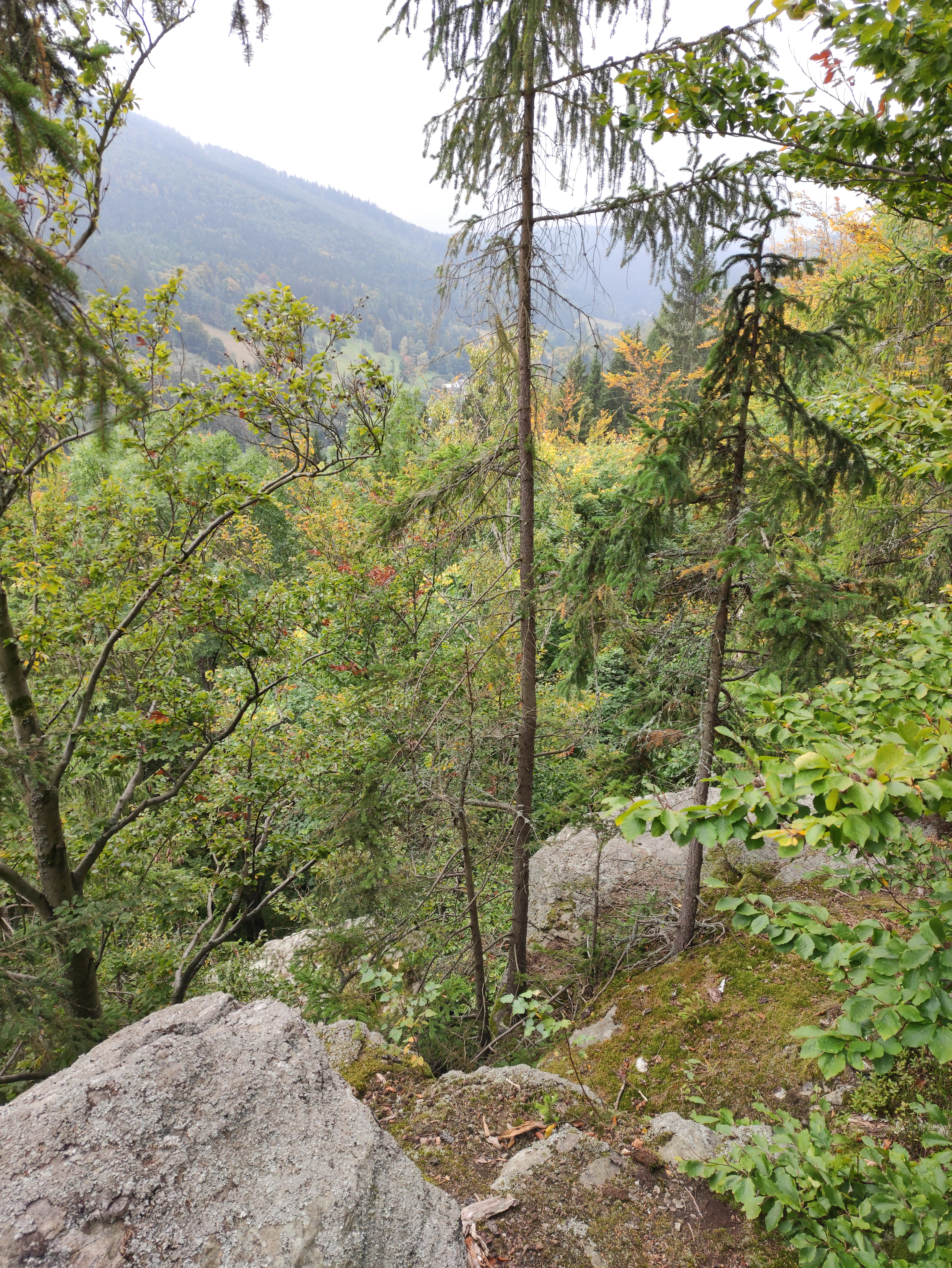

## Transports
Par la route, Ludvíkov se trouve à 4 km de Vrbno pod Pradědem, à 23 km de Bruntál, à 101 km d'Ostrava et à 272 km de Prague.